# 오야마촌 (사가현)
오야마촌(大山村)은 사가현 니시마쓰우라군에 있던 촌이다. 현재의 아리타정의 일부에 해당한다.

## 지리
아리타강의 중류에 위치하였다.

## 역사
- 1889년 4월 1일 - 정촌제 시행에 의해 니시마쓰우라군 오야마촌이 성립하였다.
- 1954년 4월 1일 - 마가리카와촌과 합병해 니시아리타촌이 신설되어 폐지하였다..

## 교통

### 철도
- 이마리 철도
  - 이마리 철도선 (현 마쓰우라 철도 니시큐슈선

## 참고문헌
- 角川日本地名大辞典 41 佐賀県
- 『市町村名変遷辞典』東京堂出版、1990年。